# WTA Tour 2012
El Sony Ericsson WTA Tour 2012 és el circuit de tennis professional femení de l'any 2012 organitzat per la WTA. La temporada inclou un total de 57 torneigs dividits en Grand Slams (organitzats per la ITF), torneigs WTA Premier, torneigs WTA International, el Commonwealth Bank Tournament of Champions i el Sony Ericsson Championships. Els torneigs es disputen entre el 2 de gener i el 4 de novembre de 2012.

## Calendari
Taula amb el calendari complet dels torneigs que pertanyen a la temporada 2012 de la WTA Tour. També s'inclouen les vencedores i les finalistes dels quadres individuals i dobles de cada torneig.
| Grand Slam               |
| Year-end championships   |
| WTA Premier              |
| WTA International        |
| Esdeveniments per equips |
| Jocs Olímpics            |

| Data d'inici   | Torneig                        | Superfície            | Guanyadora/es                                        | Finalista/es                                    |
| -------------- | ------------------------------ | --------------------- | ---------------------------------------------------- | ----------------------------------------------- |
| 2 de gener     | Copa Hopman                    | Dura                  | Txèquia                                              | França                                          |
| 2 de gener     | Brisbane                       | Dura                  | Kaia Kanepi                                          | Daniela Hantuchová                              |
| 2 de gener     | Brisbane                       | Dura                  | Núria Llagostera Vives / Arantxa Parra Santonja      | Raquel Kops-Jones / Abigail Spears              |
| 2 de gener     | Auckland                       | Dura                  | Zheng Jie                                            | Flavia Pennetta                                 |
| 2 de gener     | Auckland                       | Dura                  | Andrea Hlaváčková / Lucie Hradecká                   | Julia Görges / Flavia Pennetta                  |
| 9 de gener     | Sydney                         | Dura                  | Viktória Azàrenka                                    | Li Na                                           |
| 9 de gener     | Sydney                         | Dura                  | Květa Peschke / Katarina Srebotnik                   | Liezel Huber / Lisa Raymond                     |
| 9 de gener     | Hobart                         | Dura                  | Mona Barthel                                         | Yanina Wickmayer                                |
| 9 de gener     | Hobart                         | Dura                  | Irina-Camelia Begu / Monica Niculescu                | Chuang Chia-jung / Marina Erakovic              |
| 16 de gener    | Open d'Austràlia               | Dura                  | Viktória Azàrenka                                    | Maria Xaràpova                                  |
| 16 de gener    | Open d'Austràlia               | Dura                  | Svetlana Kuznetsova / Vera Zvonariova                | Sara Errani / Roberta Vinci                     |
| 16 de gener    | Open d'Austràlia               | Dura                  | Bethanie Mattek-Sands / Horia Tecău                  | Ielena Vesninà / Leander Paes                   |
| 30 de gener    | Copa Federació (Primera ronda) |                       | Rússia · Sèrbia · Itàlia · Txèquia                   | Espanya · Bèlgica · Itàlia · Alemanya           |
| 6 de febrer    | París                          | Dura                  | Angelique Kerber                                     | Marion Bartoli                                  |
| 6 de febrer    | París                          | Dura                  | Liezel Huber / Lisa Raymond                          | Anna-Lena Grönefeld / Petra Martić              |
| 6 de febrer    | Pattaya City                   | Dura                  | Daniela Hantuchová                                   | Maria Kirilenko                                 |
| 6 de febrer    | Pattaya City                   | Dura                  | Sania Mirza / Anastassia Rodiónova                   | Chan Hao-ching / Chan Yung-jan                  |
| 13 de febrer   | Doha                           | Dura                  | Viktória Azàrenka                                    | Samantha Stosur                                 |
| 13 de febrer   | Doha                           | Dura                  | Liezel Huber / Lisa Raymond                          | Raquel Kops-Jones / Abigail Spears              |
| 13 de febrer   | Bogotà                         | Terra batuda          | Lara Arruabarrena Vecino                             | Alexandra Panova                                |
| 13 de febrer   | Bogotà                         | Terra batuda          | Eva Birnerová / Alexandra Panova                     | Mandy Minella / Stefanie Vögele                 |
| 20 de febrer   | Dubai                          | Dura                  | Agnieszka Radwańska                                  | Julia Görges                                    |
| 20 de febrer   | Dubai                          | Dura                  | Liezel Huber / Lisa Raymond                          | Sania Mirza / Ielena Vesninà                    |
| 20 de febrer   | Monterrey                      | Dura                  | Tímea Babos                                          | Alexandra Cadanțu                               |
| 20 de febrer   | Monterrey                      | Dura                  | Sara Errani / Roberta Vinci                          | Kimiko Date-Krumm / Zhang Shuai                 |
| 20 de febrer   | Memphis                        | Dura                  | Sofia Arvidsson                                      | Marina Erakovic                                 |
| 20 de febrer   | Memphis                        | Dura                  | Andrea Hlaváčková / Lucie Hradecká                   | Vera Duixévina / Olga Govortsova                |
| 27 de febrer   | Kuala Lumpur                   | Dura                  | Hsieh Su-wei                                         | Petra Martić                                    |
| 27 de febrer   | Kuala Lumpur                   | Dura                  | Chang Kai-chen / Chuang Chia-jung                    | Chan Hao-ching / Rika Fujiwara                  |
| 27 de febrer   | Acapulco                       | Terra batuda          | Sara Errani                                          | Flavia Pennetta                                 |
| 27 de febrer   | Acapulco                       | Terra batuda          | Sara Errani / Roberta Vinci                          | Lourdes Domínguez Lino / Arantxa Parra Santonja |
| 5 de març      | Indian Wells                   | Dura                  | Viktória Azàrenka                                    | Maria Xaràpova                                  |
| 5 de març      | Indian Wells                   | Dura                  | Liezel Huber / Lisa Raymond                          | Sania Mirza / Ielena Vesninà                    |
| 19 de març     | Miami                          | Dura                  | Agnieszka Radwańska                                  | Maria Xaràpova                                  |
| 19 de març     | Miami                          | Dura                  | Maria Kirilenko / Nàdia Petrova                      | Sara Errani / Roberta Vinci                     |
| 2 d'abril      | Charleston                     | Terra batuda          | Serena Williams                                      | Lucie Šafářová                                  |
| 2 d'abril      | Charleston                     | Terra batuda          | Anastassia Pavliutxénkova / Lucie Šafářová           | Anabel Medina Garrigues / Iaroslava Xvédova     |
| 9 d'abril      | Copenhaguen                    | Dura interior         | Angelique Kerber                                     | Caroline Wozniacki                              |
| 9 d'abril      | Copenhaguen                    | Dura interior         | Kimiko Date-Krumm / Rika Fujiwara                    | Sofia Arvidsson / Kaia Kanepi                   |
| 9 d'abril      | Barcelona                      | Terra batuda          | Sara Errani                                          | Dominika Cibulková                              |
| 9 d'abril      | Barcelona                      | Terra batuda          | Sara Errani / Roberta Vinci                          | Flavia Pennetta / Francesca Schiavone           |
| 16 d'abril     | Copa Federació (Semifinals)    |                       | Sèrbia · Txèquia                                     | Rússia · Itàlia                                 |
| 23 d'abril     | Stuttgart                      | Terra batuda interior | Maria Xaràpova                                       | Viktória Azàrenka                               |
| 23 d'abril     | Stuttgart                      | Terra batuda interior | Iveta Benešová / Barbora Záhlavová-Strýcová          | Julia Görges / Anna-Lena Grönefeld              |
| 23 d'abril     | Fes                            | Terra batuda          | Kiki Bertens                                         | Laura Pous Tió                                  |
| 23 d'abril     | Fes                            | Terra batuda          | Petra Cetkovská / Alexandra Panova                   | Irina-Camelia Begu / Alexandra Cadanțu          |
| 30 d'abril     | Estoril                        | Terra batuda          | Kaia Kanepi                                          | Carla Suárez Navarro                            |
| 30 d'abril     | Estoril                        | Terra batuda          | Chuang Chia-jung / Zhang Shuai                       | Iaroslava Xvédova / Galina Voskobóieva          |
| 30 d'abril     | Budapest                       | Terra batuda          | Sara Errani                                          | Ielena Vesninà                                  |
| 30 d'abril     | Budapest                       | Terra batuda          | Janette Husárová / Magdaléna Rybáriková              | Eva Birnerová / Michaëlla Krajicek              |
| 7 de maig      | Madrid                         | Terra batuda          | Serena Williams                                      | Viktória Azàrenka                               |
| 7 de maig      | Madrid                         | Terra batuda          | Sara Errani / Roberta Vinci                          | Iekaterina Makàrova / Ielena Vesninà            |
| 14 de maig     | Roma                           | Terra batuda          | Maria Xaràpova                                       | Li Na                                           |
| 14 de maig     | Roma                           | Terra batuda          | Sara Errani / Roberta Vinci                          | Iekaterina Makàrova / Ielena Vesninà            |
| 21 de maig     | Brussel·les                    | Terra batuda          | Agnieszka Radwańska                                  | Simona Halep                                    |
| 21 de maig     | Brussel·les                    | Terra batuda          | Bethanie Mattek-Sands / Sania Mirza                  | Alicja Rosolska / Zheng Jie                     |
| 21 de maig     | Estrasburg                     | Terra batuda          | Francesca Schiavone                                  | Alizé Cornet                                    |
| 21 de maig     | Estrasburg                     | Terra batuda          | Olga Govortsova / Klaudia Jans-Ignacik               | Natalie Grandin / Vladimíra Uhlířová            |
| 28 de maig     | Roland Garros                  | Terra batuda          | Maria Xaràpova                                       | Sara Errani                                     |
| 28 de maig     | Roland Garros                  | Terra batuda          | Sara Errani / Roberta Vinci                          | Maria Kirilenko / Nàdia Petrova                 |
| 28 de maig     | Roland Garros                  | Terra batuda          | Sania Mirza / Mahesh Bhupathi                        | Klaudia Jans-Ignacik / Santiago Gonzalez        |
| 11 de juny     | Birmingham                     | Gespa                 | Melanie Oudin                                        | Jelena Janković                                 |
| 11 de juny     | Birmingham                     | Gespa                 | Tímea Babos / Hsieh Su-wei                           | Liezel Huber / Lisa Raymond                     |
| 11 de juny     | Bad Gastein                    | Terra batuda          | Alizé Cornet                                         | Yanina Wickmayer                                |
| 11 de juny     | Bad Gastein                    | Terra batuda          | Jill Craybas / Julia Görges                          | Anna-Lena Grönefeld / Petra Martić              |
| 18 de juny     | Eastbourne                     | Gespa                 | Tamira Paszek                                        | Angelique Kerber                                |
| 18 de juny     | Eastbourne                     | Gespa                 | Núria Llagostera Vives / María José Martínez Sánchez | Liezel Huber / Lisa Raymond                     |
| 18 de juny     | 's-Hertogenbosch               | Gespa                 | Nàdia Petrova                                        | Urszula Radwańska                               |
| 18 de juny     | 's-Hertogenbosch               | Gespa                 | Sara Errani / Roberta Vinci                          | Maria Kirilenko / Nàdia Petrova                 |
| 25 de juny     | Wimbledon                      | Gespa                 | Serena Williams                                      | Agnieszka Radwańska                             |
| 25 de juny     | Wimbledon                      | Gespa                 | Serena Williams / Venus Williams                     | Andrea Hlavacková / Lucie Hradecká              |
| 25 de juny     | Wimbledon                      | Gespa                 | Lisa Raymond / Mike Bryan                            | Ielena Vesninà / Leander Paes                   |
| 9 de juliol    | Stanford                       | Dura                  | Serena Williams                                      | Coco Vandeweghe                                 |
| 9 de juliol    | Stanford                       | Dura                  | Marina Erakovic / Heather Watson                     | Jarmila Gajdošová / Vania King                  |
| 9 de juliol    | Palerm                         | Terra batuda          | Sara Errani                                          | Barbora Záhlavová-Strýcová                      |
| 9 de juliol    | Palerm                         | Terra batuda          | Renata Voráčová / Barbora Záhlavová-Strýcová         | Darija Jurak / Katalin Marosi                   |
| 16 de juliol   | San Diego                      | Dura                  | Dominika Cibulková                                   | Marion Bartoli                                  |
| 16 de juliol   | San Diego                      | Dura                  | Raquel Kops-Jones / Abigail Spears                   | Vania King / Nàdia Petrova                      |
| 16 de juliol   | Bastad                         | Terra batuda          | Polona Hercog                                        | Mathilde Johansson                              |
| 16 de juliol   | Bastad                         | Terra batuda          | Catalina Castaño / Mariana Duque Mariño              | Eva Hrdinová / Mervana Jugić-Salkić             |
| 23 de juliol   | Bakú                           | Dura                  | Bojana Jovanovski                                    | Julia Cohen                                     |
| 23 de juliol   | Bakú                           | Dura                  | Irina Buryachok / Valeria Solovieva                  | Eva Birnerová / Alberta Brianti                 |
| 25 de juliol   | Jocs Olímpics                  | Gespa                 | Or                                                   | Argent                                          |
| 25 de juliol   | Jocs Olímpics                  | Gespa                 | Serena Williams                                      | Maria Xaràpova                                  |
| 25 de juliol   | Jocs Olímpics                  | Gespa                 | Serena Williams / Venus Williams                     | Andrea Hlavácková / Lucie Hradecká              |
| 25 de juliol   | Jocs Olímpics                  | Gespa                 | Viktória Azàrenka / Maks Mirni                       | Laura Robson / Andy Murray                      |
| 25 de juliol   | Washington D.C.                | Dura                  | Magdaléna Rybáriková                                 | Anastassia Pavliutxénkova                       |
| 25 de juliol   | Washington D.C.                | Dura                  | Shuko Aoyama / Chang Kai-chen                        | Irina Falconi / Chanelle Scheepers              |
| 6 d'agost      | Mont-real                      | Dura                  | Petra Kvitová                                        | Li Na                                           |
| 6 d'agost      | Mont-real                      | Dura                  | Klaudia Jans-Ignacik / Kristina Mladenovic           | Nàdia Petrova / Katarina Srebotnik              |
| 13 d'agost     | Cincinnati                     | Dura                  | Li Na                                                | Angelique Kerber                                |
| 13 d'agost     | Cincinnati                     | Dura                  | Andrea Hlaváčková / Lucie Hradecká                   | Katarina Srebotnik / Zheng Jie                  |
| 20 d'agost     | New Haven                      | Dura                  | Petra Kvitová                                        | Maria Kirilenko                                 |
| 20 d'agost     | New Haven                      | Dura                  | Liezel Huber / Lisa Raymond                          | Andrea Hlaváčková / Lucie Hradecká              |
| 20 d'agost     | Dallas                         | Dura                  | Roberta Vinci                                        | Jelena Janković                                 |
| 20 d'agost     | Dallas                         | Dura                  | Marina Erakovic / Heather Watson                     | Līga Dekmeijere / Irina Falconi                 |
| 27 d'agost     | US Open                        | Dura                  | Serena Williams                                      | Viktória Azàrenka                               |
| 27 d'agost     | US Open                        | Dura                  | Sara Errani / Roberta Vinci                          | Andrea Hlavacková / Lucie Hradecká              |
| 27 d'agost     | US Open                        | Dura                  | Iekaterina Makàrova / Bruno Soares                   | Kveta Peschke / Marcin Matkowski                |
| 10 de setembre | Taixkent                       | Dura                  | Irina-Camelia Begu                                   | Donna Vekić                                     |
| 10 de setembre | Taixkent                       | Dura                  | Paula Kania / Polina Pekhova                         | Anna Txakvetadze / Vesna Dolonc                 |
| 10 de setembre | Ciutat del Quebec              | Moqueta interior      | Kirsten Flipkens                                     | Lucie Hradecká                                  |
| 10 de setembre | Ciutat del Quebec              | Moqueta interior      | Tatjana Malek / Kristina Mladenovic                  | Alicja Rosolska / Heather Watson                |
| 17 de setembre | Seül                           | Dura                  | Caroline Wozniacki                                   | Kaia Kanepi                                     |
| 17 de setembre | Seül                           | Dura                  | Raquel Kops-Jones / Abigail Spears                   | Akgul Amanmuradova / Vania King                 |
| 17 de setembre | Canton                         | Dura                  | Hsieh Su-wei                                         | Laura Robson                                    |
| 17 de setembre | Canton                         | Dura                  | Tamarine Tanasugarn / Zhang Shuai                    | Jarmila Gajdošová / Monica Niculescu            |
| 24 de setembre | Tòquio                         | Dura                  | Nàdia Petrova                                        | Agnieszka Radwańska                             |
| 24 de setembre | Tòquio                         | Dura                  | Raquel Kops-Jones / Abigail Spears                   | Anna-Lena Grönefeld / Květa Peschke             |
| 1 d'octubre    | Pequín                         | Dura                  | Viktória Azàrenka                                    | Maria Xaràpova                                  |
| 1 d'octubre    | Pequín                         | Dura                  | Iekaterina Makàrova / Ielena Vesninà                 | Núria Llagostera Vives / Sania Mirza            |
| 8 d'octubre    | Linz                           | Dura interior         | Viktória Azàrenka                                    | Julia Görges                                    |
| 8 d'octubre    | Linz                           | Dura interior         | Anna-Lena Grönefeld / Květa Peschke                  | Julia Görges / Barbora Záhlavová-Strýcová       |
| 8 d'octubre    | Osaka                          | Dura                  | Heather Watson                                       | Chang Kai-chen                                  |
| 8 d'octubre    | Osaka                          | Dura                  | Raquel Kops-Jones / Abigail Spears                   | Kimiko Date-Krumm / Heather Watson              |
| 15 d'octubre   | Moscou                         | Dura interior         | Caroline Wozniacki                                   | Samantha Stosur                                 |
| 15 d'octubre   | Moscou                         | Dura interior         | Iekaterina Makàrova / Ielena Vesninà                 | Maria Kirilenko / Nàdia Petrova                 |
| 15 d'octubre   | Luxemburg                      | Dura interior         | Venus Williams                                       | Monica Niculescu                                |
| 15 d'octubre   | Luxemburg                      | Dura interior         | Andrea Hlaváčková / Lucie Hradecká                   | Irina-Camelia Begu / Monica Niculescu           |
| 22 d'octubre   | Istanbul                       | Dura interior         | Serena Williams                                      | Maria Xaràpova                                  |
| 22 d'octubre   | Istanbul                       | Dura interior         | Maria Kirilenko / Nàdia Petrova                      | Andrea Hlavacková / Lucie Hradecká              |
| 29 d'octubre   | Copa Federació (Final)         |                       | Txèquia                                              | Sèrbia                                          |
| 29 d'octubre   | Sofia                          | Dura interior         | Nàdia Petrova                                        | Caroline Wozniacki                              |

## Estadístiques
La següent taula mostra el nombre de títols aconseguits de forma individual (I), dobles (D) i dobles mixtes (X) aconseguits per cada tennista i també per països durant la temporada 2012. Els tornejos estan classificats segons la seva categoria dins el calendari WTA Tour 2012: Grand Slams, Year-end championships, WTA Premier Tournaments i WTA International Tournaments. L'ordre de les jugadores s'ha establert a partir del nombre total de títols i després segons la quantitat de títols de cada categoria de tornejos.

### Títols per tennista
| Títols | Tennista                    | Grand Slams | Grand Slams | Grand Slams | Jocs Olímpics | Jocs Olímpics | Jocs Olímpics | Year-end championships | Year-end championships | Premier Tournaments | Premier Tournaments | International Tournaments | International Tournaments | Resum | Resum | Resum |
| Títols | Tennista                    | I           | D           | X           | I             | D             | X             | I                      | D                      | I                   | D                   | I                         | D                         | I     | D     | X     |
| ------ | --------------------------- | ----------- | ----------- | ----------- | ------------- | ------------- | ------------- | ---------------------- | ---------------------- | ------------------- | ------------------- | ------------------------- | ------------------------- | ----- | ----- | ----- |
| 12     | Sara Errani                 |             | ●           |             |               |               |               |                        |                        |                     | ●                   | ●                         | ●                         | 4     | 8     | 0     |
| 9      | Serena Williams             | ●           | ●           |             | ●             | ●             |               | ●                      |                        | ●                   |                     |                           |                           | 7     | 2     | 0     |
| 9      | Roberta Vinci               |             | ●           |             |               |               |               |                        |                        |                     | ●                   | ●                         | ●                         | 1     | 8     | 0     |
| 7      | Viktória Azàrenka           | ●           |             |             |               |               | ●             |                        |                        | ●                   |                     | ●                         |                           | 6     | 0     | 1     |
| 6      | Lisa Raymond                |             |             | ●           |               |               |               |                        |                        |                     | ●                   |                           |                           | 0     | 5     | 1     |
| 5      | Nàdia Petrova               |             |             |             |               |               |               | ●                      | ●                      | ●                   | ●                   | ●                         |                           | 3     | 2     | 0     |
| 5      | Liezel Huber                |             |             |             |               |               |               |                        |                        |                     | ●                   |                           |                           | 0     | 5     | 0     |
| 4      | Raquel Kops-Jones           |             |             |             |               |               |               |                        |                        |                     | ●                   |                           | ●                         | 0     | 4     | 0     |
| 4      | Abigail Spears              |             |             |             |               |               |               |                        |                        |                     | ●                   |                           | ●                         | 0     | 4     | 0     |
| 4      | Andrea Hlaváčková           |             |             |             |               |               |               |                        |                        |                     | ●                   |                           | ●                         | 0     | 4     | 0     |
| 4      | Lucie Hradecká              |             |             |             |               |               |               |                        |                        |                     | ●                   |                           | ●                         | 0     | 4     | 0     |
| 3      | Maria Xaràpova              | ●           |             |             |               |               |               |                        |                        | ●                   |                     |                           |                           | 3     | 0     | 0     |
| 3      | Iekaterina Makàrova         |             |             | ●           |               |               |               |                        |                        |                     | ●                   |                           |                           | 0     | 2     | 1     |
| 3      | Sania Mirza                 |             |             | ●           |               |               |               |                        |                        |                     | ●                   |                           | ●                         | 0     | 2     | 1     |
| 3      | Agnieszka Radwańska         |             |             |             |               |               |               |                        |                        | ●                   |                     |                           |                           | 3     | 0     | 0     |
| 3      | Heather Watson              |             |             |             |               |               |               |                        |                        |                     | ●                   | ●                         | ●                         | 1     | 2     | 0     |
| 3      | Hsieh Su-wei                |             |             |             |               |               |               |                        |                        |                     |                     | ●                         | ●                         | 2     | 1     | 0     |
| 2      | Venus Williams              |             | ●           |             |               | ●             |               |                        |                        |                     |                     |                           |                           | 0     | 2     | 0     |
| 2      | Bethanie Mattek-Sands       |             |             | ●           |               |               |               |                        |                        |                     | ●                   |                           |                           | 0     | 1     | 1     |
| 2      | Maria Kirilenko             |             |             |             |               |               |               |                        | ●                      |                     | ●                   |                           |                           | 0     | 2     | 0     |
| 2      | Petra Kvitová               |             |             |             |               |               |               |                        |                        | ●                   |                     |                           |                           | 2     | 0     | 0     |
| 2      | Núria Llagostera Vives      |             |             |             |               |               |               |                        |                        |                     | ●                   |                           |                           | 0     | 2     | 0     |
| 2      | Ielena Vesninà              |             |             |             |               |               |               |                        |                        |                     | ●                   |                           |                           | 0     | 2     | 0     |
| 2      | Kaia Kanepi                 |             |             |             |               |               |               |                        |                        | ●                   |                     | ●                         |                           | 2     | 0     | 0     |
| 2      | Angelique Kerber            |             |             |             |               |               |               |                        |                        | ●                   |                     | ●                         |                           | 2     | 0     | 0     |
| 2      | Caroline Wozniacki          |             |             |             |               |               |               |                        |                        | ●                   |                     | ●                         |                           | 2     | 0     | 0     |
| 2      | Marina Erakovic             |             |             |             |               |               |               |                        |                        |                     | ●                   |                           | ●                         | 0     | 2     | 0     |
| 2      | Klaudia Jans-Ignacik        |             |             |             |               |               |               |                        |                        |                     | ●                   |                           | ●                         | 0     | 2     | 0     |
| 2      | Kristina Mladenovic         |             |             |             |               |               |               |                        |                        |                     | ●                   |                           | ●                         | 0     | 2     | 0     |
| 2      | Květa Peschke               |             |             |             |               |               |               |                        |                        |                     | ●                   |                           | ●                         | 0     | 2     | 0     |
| 2      | Barbora Záhlavová-Strýcová  |             |             |             |               |               |               |                        |                        |                     | ●                   |                           | ●                         | 0     | 2     | 0     |
| 2      | Tímea Babos                 |             |             |             |               |               |               |                        |                        |                     |                     | ●                         | ●                         | 1     | 1     | 0     |
| 2      | Irina-Camelia Begu          |             |             |             |               |               |               |                        |                        |                     |                     | ●                         | ●                         | 1     | 1     | 0     |
| 2      | Magdaléna Rybáriková        |             |             |             |               |               |               |                        |                        |                     |                     | ●                         | ●                         | 1     | 1     | 0     |
| 2      | Chang Kai-chen              |             |             |             |               |               |               |                        |                        |                     |                     |                           | ●                         | 0     | 2     | 0     |
| 2      | Chuang Chia-jung            |             |             |             |               |               |               |                        |                        |                     |                     |                           | ●                         | 0     | 2     | 0     |
| 2      | Alexandra Panova            |             |             |             |               |               |               |                        |                        |                     |                     |                           | ●                         | 0     | 2     | 0     |
| 2      | Zhang Shuai                 |             |             |             |               |               |               |                        |                        |                     |                     |                           | ●                         | 0     | 2     | 0     |
| 1      | Svetlana Kuznetsova         |             | ●           |             |               |               |               |                        |                        |                     |                     |                           |                           | 0     | 1     | 0     |
| 1      | Vera Zvonariova             |             | ●           |             |               |               |               |                        |                        |                     |                     |                           |                           | 0     | 1     | 0     |
| 1      | Dominika Cibulková          |             |             |             |               |               |               |                        |                        | ●                   |                     |                           |                           | 1     | 0     | 0     |
| 1      | Li Na                       |             |             |             |               |               |               |                        |                        | ●                   |                     |                           |                           | 1     | 0     | 0     |
| 1      | Tamira Paszek               |             |             |             |               |               |               |                        |                        | ●                   |                     |                           |                           | 1     | 0     | 0     |
| 1      | Iveta Benešová              |             |             |             |               |               |               |                        |                        |                     | ●                   |                           |                           | 0     | 1     | 0     |
| 1      | María José Martínez Sánchez |             |             |             |               |               |               |                        |                        |                     | ●                   |                           |                           | 0     | 1     | 0     |
| 1      | Arantxa Parra Santonja      |             |             |             |               |               |               |                        |                        |                     | ●                   |                           |                           | 0     | 1     | 0     |
| 1      | Anastassia Pavliutxénkova   |             |             |             |               |               |               |                        |                        |                     | ●                   |                           |                           | 0     | 1     | 0     |
| 1      | Lucie Šafářová              |             |             |             |               |               |               |                        |                        |                     | ●                   |                           |                           | 0     | 1     | 0     |
| 1      | Katarina Srebotnik          |             |             |             |               |               |               |                        |                        |                     | ●                   |                           |                           | 0     | 1     | 0     |
| 1      | Lara Arruabarrena Vecino    |             |             |             |               |               |               |                        |                        |                     |                     | ●                         |                           | 1     | 0     | 0     |
| 1      | Sofia Arvidsson             |             |             |             |               |               |               |                        |                        |                     |                     | ●                         |                           | 1     | 0     | 0     |
| 1      | Mona Barthel                |             |             |             |               |               |               |                        |                        |                     |                     | ●                         |                           | 1     | 0     | 0     |
| 1      | Kiki Bertens                |             |             |             |               |               |               |                        |                        |                     |                     | ●                         |                           | 1     | 0     | 0     |
| 1      | Alizé Cornet                |             |             |             |               |               |               |                        |                        |                     |                     | ●                         |                           | 1     | 0     | 0     |
| 1      | Kirsten Flipkens            |             |             |             |               |               |               |                        |                        |                     |                     | ●                         |                           | 1     | 0     | 0     |
| 1      | Daniela Hantuchová          |             |             |             |               |               |               |                        |                        |                     |                     | ●                         |                           | 1     | 0     | 0     |
| 1      | Polona Hercog               |             |             |             |               |               |               |                        |                        |                     |                     | ●                         |                           | 1     | 0     | 0     |
| 1      | Bojana Jovanovski           |             |             |             |               |               |               |                        |                        |                     |                     | ●                         |                           | 1     | 0     | 0     |
| 1      | Melanie Oudin               |             |             |             |               |               |               |                        |                        |                     |                     | ●                         |                           | 1     | 0     | 0     |
| 1      | Francesca Schiavone         |             |             |             |               |               |               |                        |                        |                     |                     | ●                         |                           | 1     | 0     | 0     |
| 1      | Venus Williams              |             |             |             |               |               |               |                        |                        |                     |                     | ●                         |                           | 1     | 0     | 0     |
| 1      | Zheng Jie                   |             |             |             |               |               |               |                        |                        |                     |                     | ●                         |                           | 1     | 0     | 0     |
| 1      | Shuko Aoyama                |             |             |             |               |               |               |                        |                        |                     |                     |                           | ●                         | 0     | 1     | 0     |
| 1      | Eva Birnerová               |             |             |             |               |               |               |                        |                        |                     |                     |                           | ●                         | 0     | 1     | 0     |
| 1      | Irina Buryachok             |             |             |             |               |               |               |                        |                        |                     |                     |                           | ●                         | 0     | 1     | 0     |
| 1      | Catalina Castaño            |             |             |             |               |               |               |                        |                        |                     |                     |                           | ●                         | 0     | 1     | 0     |
| 1      | Petra Cetkovská             |             |             |             |               |               |               |                        |                        |                     |                     |                           | ●                         | 0     | 1     | 0     |
| 1      | Jill Craybas                |             |             |             |               |               |               |                        |                        |                     |                     |                           | ●                         | 0     | 1     | 0     |
| 1      | Kimiko Date-Krumm           |             |             |             |               |               |               |                        |                        |                     |                     |                           | ●                         | 0     | 1     | 0     |
| 1      | Mariana Duque Mariño        |             |             |             |               |               |               |                        |                        |                     |                     |                           | ●                         | 0     | 1     | 0     |
| 1      | Rika Fujiwara               |             |             |             |               |               |               |                        |                        |                     |                     |                           | ●                         | 0     | 1     | 0     |
| 1      | Julia Görges                |             |             |             |               |               |               |                        |                        |                     |                     |                           | ●                         | 0     | 1     | 0     |
| 1      | Olga Govortsova             |             |             |             |               |               |               |                        |                        |                     |                     |                           | ●                         | 0     | 1     | 0     |
| 1      | Anna-Lena Grönefeld         |             |             |             |               |               |               |                        |                        |                     |                     |                           | ●                         | 0     | 1     | 0     |
| 1      | Janette Husárová            |             |             |             |               |               |               |                        |                        |                     |                     |                           | ●                         | 0     | 1     | 0     |
| 1      | Paula Kania                 |             |             |             |               |               |               |                        |                        |                     |                     |                           | ●                         | 0     | 1     | 0     |
| 1      | Tatjana Malek               |             |             |             |               |               |               |                        |                        |                     |                     |                           | ●                         | 0     | 1     | 0     |
| 1      | Monica Niculescu            |             |             |             |               |               |               |                        |                        |                     |                     |                           | ●                         | 0     | 1     | 0     |
| 1      | Polina Pekhova              |             |             |             |               |               |               |                        |                        |                     |                     |                           | ●                         | 0     | 1     | 0     |
| 1      | Anastassia Rodiónova        |             |             |             |               |               |               |                        |                        |                     |                     |                           | ●                         | 0     | 1     | 0     |
| 1      | Valeria Solovieva           |             |             |             |               |               |               |                        |                        |                     |                     |                           | ●                         | 0     | 1     | 0     |
| 1      | Tamarine Tanasugarn         |             |             |             |               |               |               |                        |                        |                     |                     |                           | ●                         | 0     | 1     | 0     |
| 1      | Renata Voráčová             |             |             |             |               |               |               |                        |                        |                     |                     |                           | ●                         | 0     | 1     | 0     |

### Títols per estat
| Títols | País                 | Grand Slams | Grand Slams | Grand Slams | Jocs Olímpics | Jocs Olímpics | Jocs Olímpics | Year-end championships | Year-end championships | Premier Tournaments | Premier Tournaments | International Tournaments | International Tournaments | Resum | Resum | Resum |
| Títols | País                 | I           | D           | X           | I             | D             | X             | I                      | D                      | I                   | D                   | I                         | D                         | I     | D     | X     |
| ------ | -------------------- | ----------- | ----------- | ----------- | ------------- | ------------- | ------------- | ---------------------- | ---------------------- | ------------------- | ------------------- | ------------------------- | ------------------------- | ----- | ----- | ----- |
| 24     | Estats Units         | 2           | 1           | 2           | 1             | 1             |               | 1                      |                        | 3                   | 8                   | 2                         | 3                         | 9     | 13    | 2     |
| 16     | Rússia               | 1           | 1           | 1           |               |               |               | 1                      | 1                      | 3                   | 4                   | 1                         | 3                         | 6     | 9     | 1     |
| 14     | Itàlia               |             | 2           |             |               |               |               |                        |                        |                     | 2                   | 6                         | 4                         | 6     | 8     | 0     |
| 13     | Txèquia              |             |             |             |               |               |               |                        |                        | 2                   | 4                   |                           | 7                         | 2     | 11    | 0     |
| 8      | Belarús              | 1           |             |             |               |               | 1             |                        |                        | 4                   |                     | 1                         | 2                         | 6     | 2     | 1     |
| 6      | Polònia              |             |             |             |               |               |               |                        |                        | 3                   | 1                   |                           | 2                         | 3     | 3     | 0     |
| 6      | Alemanya             |             |             |             |               |               |               |                        |                        | 1                   |                     | 2                         | 3                         | 3     | 3     | 0     |
| 6      | República de la Xina |             |             |             |               |               |               |                        |                        |                     |                     | 2                         | 4                         | 2     | 4     | 0     |
| 4      | Eslovàquia           |             |             |             |               |               |               |                        |                        | 1                   |                     | 2                         | 1                         | 3     | 1     | 0     |
| 4      | R.P. de la Xina      |             |             |             |               |               |               |                        |                        | 1                   |                     | 1                         | 2                         | 2     | 2     | 0     |
| 3      | Índia                |             |             | 1           |               |               |               |                        |                        |                     | 1                   |                           | 1                         | 0     | 2     | 1     |
| 3      | Espanya              |             |             |             |               |               |               |                        |                        |                     | 2                   | 1                         |                           | 1     | 2     | 0     |
| 3      | França               |             |             |             |               |               |               |                        |                        |                     | 1                   | 1                         | 1                         | 1     | 2     | 0     |
| 3      | Regne Unit           |             |             |             |               |               |               |                        |                        |                     | 1                   | 1                         | 1                         | 1     | 2     | 0     |
| 2      | Dinamarca            |             |             |             |               |               |               |                        |                        | 1                   |                     | 1                         |                           | 2     | 0     | 0     |
| 2      | Estònia              |             |             |             |               |               |               |                        |                        | 1                   |                     | 1                         |                           | 2     | 0     | 0     |
| 2      | Eslovènia            |             |             |             |               |               |               |                        |                        |                     | 1                   | 1                         |                           | 1     | 1     | 0     |
| 2      | Nova Zelanda         |             |             |             |               |               |               |                        |                        |                     | 1                   |                           | 1                         | 0     | 2     | 0     |
| 2      | Hongria              |             |             |             |               |               |               |                        |                        |                     |                     | 1                         | 1                         | 1     | 1     | 0     |
| 2      | Romania              |             |             |             |               |               |               |                        |                        |                     |                     | 1                         | 1                         | 1     | 1     | 0     |
| 2      | Japó                 |             |             |             |               |               |               |                        |                        |                     |                     |                           | 2                         | 0     | 2     | 0     |
| 1      | Àustria              |             |             |             |               |               |               |                        |                        | 1                   |                     |                           |                           | 1     | 0     | 0     |
| 1      | Bèlgica              |             |             |             |               |               |               |                        |                        |                     |                     | 1                         |                           | 1     | 0     | 0     |
| 1      | Països Baixos        |             |             |             |               |               |               |                        |                        |                     |                     | 1                         |                           | 1     | 0     | 0     |
| 1      | Sèrbia               |             |             |             |               |               |               |                        |                        |                     |                     | 1                         |                           | 1     | 0     | 0     |
| 1      | Suècia               |             |             |             |               |               |               |                        |                        |                     |                     | 1                         |                           | 1     | 0     | 0     |
| 1      | Austràlia            |             |             |             |               |               |               |                        |                        |                     |                     |                           | 1                         | 0     | 1     | 0     |
| 1      | Colòmbia             |             |             |             |               |               |               |                        |                        |                     |                     |                           | 1                         | 0     | 1     | 0     |
| 1      | Tailàndia            |             |             |             |               |               |               |                        |                        |                     |                     |                           | 1                         | 0     | 1     | 0     |
| 1      | Ucraïna              |             |             |             |               |               |               |                        |                        |                     |                     |                           | 1                         | 0     | 1     | 0     |

## Rànquings
Les següents taules indiquen els rànquings de la WTA amb les vint millors tennistes individuals, i les deu millors parelles de la temporada 2012.

### Individual
| Rànquing individual WTA 2012 | Rànquing individual WTA 2012 | Rànquing individual WTA 2012 | Rànquing individual WTA 2012 | Rànquing individual WTA 2012 | Rànquing individual WTA 2012 |
| Pos.                         | Tennista                     | Punts                        | Torneigs                     | Ant.                         | Mov.                         |
| ---------------------------- | ---------------------------- | ---------------------------- | ---------------------------- | ---------------------------- | ---------------------------- |
| 1                            | Viktória Azàrenka            | 10.595                       | 18                           | 3                            | 2                            |
| 2                            | Maria Xaràpova               | 10.045                       | 17                           | 4                            | 2                            |
| 3                            | Serena Williams              | 9.400                        | 15                           | 12                           | 9                            |
| 4                            | Agnieszka Radwańska          | 7.425                        | 22                           | 8                            | 4                            |
| 5                            | Angelique Kerber             | 5.550                        | 21                           | 32                           | 27                           |
| 6                            | Sara Errani                  | 5.100                        | 23                           | 45                           | 39                           |
| 7                            | Li Na                        | 5.095                        | 18                           | 5                            | 2                            |
| 8                            | Petra Kvitová                | 5.085                        | 20                           | 2                            | 6                            |
| 9                            | Samantha Stosur              | 4.135                        | 23                           | 6                            | 3                            |
| 10                           | Caroline Wozniacki           | 3.765                        | 23                           | 1                            | 9                            |
| 11                           | Marion Bartoli               | 3.740                        | 25                           | 9                            | 2                            |
| 12                           | Nàdia Petrova                | 3.040                        | 22                           | 29                           | 17                           |
| 13                           | Ana Ivanović                 | 2.900                        | 19                           | 22                           | 9                            |
| 14                           | Maria Kirilenko              | 2.540                        | 22                           | 28                           | 14                           |
| 15                           | Dominika Cibulková           | 2.495                        | 27                           | 18                           | 3                            |
| 16                           | Roberta Vinci                | 2.475                        | 28                           | 23                           | 7                            |
| 17                           | Lucie Šafářová               | 2.125                        | 24                           | 25                           | 8                            |
| 18                           | Julia Görges                 | 1.965                        | 26                           | 21                           | 3                            |
| 19                           | Kaia Kanepi                  | 1.929                        | 16                           | 34                           | 15                           |
| 20                           | Iekaterina Makàrova          | 1.841                        | 19                           | 52                           | 32                           |

#### Evolució número 1
| Tennista           | Data inici          | Data fi             | Setmanes |
| ------------------ | ------------------- | ------------------- | -------- |
| Caroline Wozniacki | Final 2011          | 29 de gener de 2012 | 4        |
| Viktória Azàrenka  | 30 de gener de 2012 | 10 de juny de 2012  | 19       |
| Maria Xaràpova     | 11 de juny de 2012  | 8 de juliol de 2012 | 4        |
| Viktória Azàrenka  | 9 de juliol de 2012 | Final 2012          | 25       |

### Dobles
| Rànquing dobles WTA 2012 | Rànquing dobles WTA 2012    | Rànquing dobles WTA 2012 | Rànquing dobles WTA 2012 | Rànquing dobles WTA 2012 | Rànquing dobles WTA 2012 |
| Pos.                     | Tennista                    | Punts                    | Torneigs                 | Ant.                     | Mov.                     |
| ------------------------ | --------------------------- | ------------------------ | ------------------------ | ------------------------ | ------------------------ |
| 1                        | Roberta Vinci               | 10.030                   | 18                       | 26                       | 25                       |
| 2                        | Sara Errani                 | 10.030                   | 16                       | 27                       | 25                       |
| 3                        | Andrea Hlaváčková           | 8.160                    | 17                       | 14                       | 11                       |
| 4                        | Lucie Hradecká              | 8.160                    | 16                       | 15                       | 11                       |
| 5                        | Nàdia Petrova               | 7.065                    | 17                       | 13                       | 8                        |
| 6                        | Lisa Raymond                | 6.585                    | 22                       | 4                        | 2                        |
| 7                        | Maria Kirilenko             | 6.550                    | 14                       | 7                        | =                        |
| 8                        | Liezel Huber                | 6.510                    | 20                       | 1                        | 7                        |
| 9                        | Ielena Vesninà              | 6.120                    | 17                       | 10                       | 1                        |
| 10                       | Núria Llagostera Vives      | 5.540                    | 21                       | 32                       | 22                       |
| 11                       | Iekaterina Makàrova         | 5.170                    | 14                       | −                        | Augment                  |
| 12                       | Sania Mirza                 | 4.415                    | 25                       | 11                       | 1                        |
| 13                       | Raquel Kops-Jones           | 4.300                    | 25                       | 37                       | 14                       |
| 14                       | Abigail Spears              | 4.300                    | 26                       | 36                       | 12                       |
| 15                       | María José Martínez Sánchez | 4.136                    | 13                       | 21                       | 6                        |
| 16                       | Katarina Srebotnik          | 3.935                    | 19                       | 2                        | 14                       |
| 17                       | Květa Peschke               | 3.590                    | 21                       | 2                        | 15                       |
| 18                       | Anna-Lena Grönefeld         | 3.165                    | 20                       | −                        | Augment                  |
| 19                       | Zheng Jie                   | 3.140                    | 19                       | 20                       | 1                        |
| 20                       | Barbora Záhlavová-Strýcová  | 2.925                    | 23                       | 22                       | 2                        |

| Rànquing parelles WTA 2012 | Rànquing parelles WTA 2012                         | Rànquing parelles WTA 2012 | Rànquing parelles WTA 2012 | Rànquing parelles WTA 2012 | Rànquing parelles WTA 2012 |
| Pos.                       | Parella                                            | Punts                      | Torneigs                   | Ant.                       | Mov.                       |
| -------------------------- | -------------------------------------------------- | -------------------------- | -------------------------- | -------------------------- | -------------------------- |
| 1                          | Roberta Vinci Sara Errani                          | 10.787                     | 16                         | 8                          | 7                          |
| 2                          | Andrea Hlaváčková Lucie Hradecká                   | 8.430                      | 15                         | 11                         | 9                          |
| 3                          | Liezel Huber Lisa Raymond                          | 7.726                      | 20                         | 2                          | 1                          |
| 4                          | Nàdia Petrova Maria Kirilenko                      | 6.825                      | 13                         | −                          | Augment                    |
| 5                          | Raquel Kops-Jones Abigail Spears                   | 5.173                      | 25                         | 13                         | 8                          |
| 6                          | Ielena Vesninà Iekaterina Makàrova                 | 4.071                      | 8                          | −                          | Augment                    |
| 7                          | Núria Llagostera Vives María José Martínez Sánchez | 3.737                      | 9                          | −                          | Augment                    |
| 8                          | Natalie Grandin Vladimira Uhlirova                 | 2.576                      | 31                         | 7                          | 1                          |
| 9                          | Venus Williams Serena Williams                     | 2.280                      | 2                          | −                          | Augment                    |
| 10                         | Květa Peschke Katarina Srebotnik                   | 2.197                      | 12                         | 1                          | 9                          |

## Distribució de punts
| Categoria                      | G                     | F                    | SF                    | QF | R16 | R32 | R64 | R128 | Q | Q3 | Q2 | Q1 |
| Grand Slam (I)                 | 2000                  | 1400                 | 900                   | 500 | 280 | 160 | 100 | 5 | 60 | 50 | 40 | 2 |
| Grand Slam (D)                 | 2000                  | 1400                 | 900                   | 500 | 280 | 160 | 5 | – | 48 | – | – | – |
| WTA Championships (I)          | 1500 (max) 1320 (min) | 1050 (max) 870 (min) | 690 (max) 510 (min)   | +70 partit disputat fase Round Robin, +160 victòria fase Round Robin +360 victòria a semifinals, +450 victòria a la final | +70 partit disputat fase Round Robin, +160 victòria fase Round Robin +360 victòria a semifinals, +450 victòria a la final | +70 partit disputat fase Round Robin, +160 victòria fase Round Robin +360 victòria a semifinals, +450 victòria a la final | +70 partit disputat fase Round Robin, +160 victòria fase Round Robin +360 victòria a semifinals, +450 victòria a la final | +70 partit disputat fase Round Robin, +160 victòria fase Round Robin +360 victòria a semifinals, +450 victòria a la final | +70 partit disputat fase Round Robin, +160 victòria fase Round Robin +360 victòria a semifinals, +450 victòria a la final | +70 partit disputat fase Round Robin, +160 victòria fase Round Robin +360 victòria a semifinals, +450 victòria a la final | +70 partit disputat fase Round Robin, +160 victòria fase Round Robin +360 victòria a semifinals, +450 victòria a la final | +70 partit disputat fase Round Robin, +160 victòria fase Round Robin +360 victòria a semifinals, +450 victòria a la final |
| WTA Championships (D)          | 1500                  | 1050                 | 690                   | – | – | – | – | – | – | – | – | – |
| WTA Premier Mandatory (96I)    | 1000                  | 700                  | 450                   | 250 | 140 | 80 | 50 | 5 | 30 | – | 20 | 1 |
| WTA Premier Mandatory (64I)    | 1000                  | 700                  | 450                   | 250 | 140 | 80 | 5 | – | 30 | – | 20 | 1 |
| WTA Premier Mandatory (28/32D) | 1000                  | 700                  | 450                   | 250 | 140 | 5 | – | – | – | – | – | – |
| WTA Premier 5 (56I)            | 900                   | 620                  | 395                   | 225 | 125 | 70 | 1 | – | 30 | – | 20 | 1 |
| WTA Premier 5 (28D)            | 900                   | 620                  | 395                   | 225 | 125 | 1 | – | – | – | – | – | – |
| Jocs Olímpics (64I)            | 685                   | 470                  | 340 (bronze) 260 (4a) | 175 | 95 | 55 | 1 | – | – | – | – | – |
| WTA Premier (56I)              | 470                   | 320                  | 200                   | 120 | 60 | 40 | 1 | – | 12 | – | 8 | 1 |
| WTA Premier (32I)              | 470                   | 320                  | 200                   | 120 | 60 | 1 | – | – | 20 | 12 | 8 | 1 |
| WTA Premier (16D)              | 470                   | 320                  | 200                   | 120 | 1 | – | – | – | – | – | – | – |
| Tournament of Champions (I)    | 375 (max) 305 (min)   | 255 (max) 185 (min)  | 180 (max) 115 (min)   | +25 partit disputat fase Round Robin, +35 victòria fase Round Robin +75 victòria a semifinals, +120 victòria a la final   | +25 partit disputat fase Round Robin, +35 victòria fase Round Robin +75 victòria a semifinals, +120 victòria a la final   | +25 partit disputat fase Round Robin, +35 victòria fase Round Robin +75 victòria a semifinals, +120 victòria a la final   | +25 partit disputat fase Round Robin, +35 victòria fase Round Robin +75 victòria a semifinals, +120 victòria a la final   | +25 partit disputat fase Round Robin, +35 victòria fase Round Robin +75 victòria a semifinals, +120 victòria a la final   | +25 partit disputat fase Round Robin, +35 victòria fase Round Robin +75 victòria a semifinals, +120 victòria a la final   | +25 partit disputat fase Round Robin, +35 victòria fase Round Robin +75 victòria a semifinals, +120 victòria a la final   | +25 partit disputat fase Round Robin, +35 victòria fase Round Robin +75 victòria a semifinals, +120 victòria a la final   | +25 partit disputat fase Round Robin, +35 victòria fase Round Robin +75 victòria a semifinals, +120 victòria a la final   |
| WTA International (56I)        | 280                   | 200                  | 130                   | 70 | 30 | 15 | 1 | – | 10 | – | 6 | 1 |
| WTA International (32I)        | 280                   | 200                  | 130                   | 70 | 30 | 1 | – | – | 16 | 10 | 6 | 1 |
| WTA International (16D)        | 280                   | 200                  | 130                   | 70 | 1 | – | – | – | – | – | – | – |